# Münzbergtor

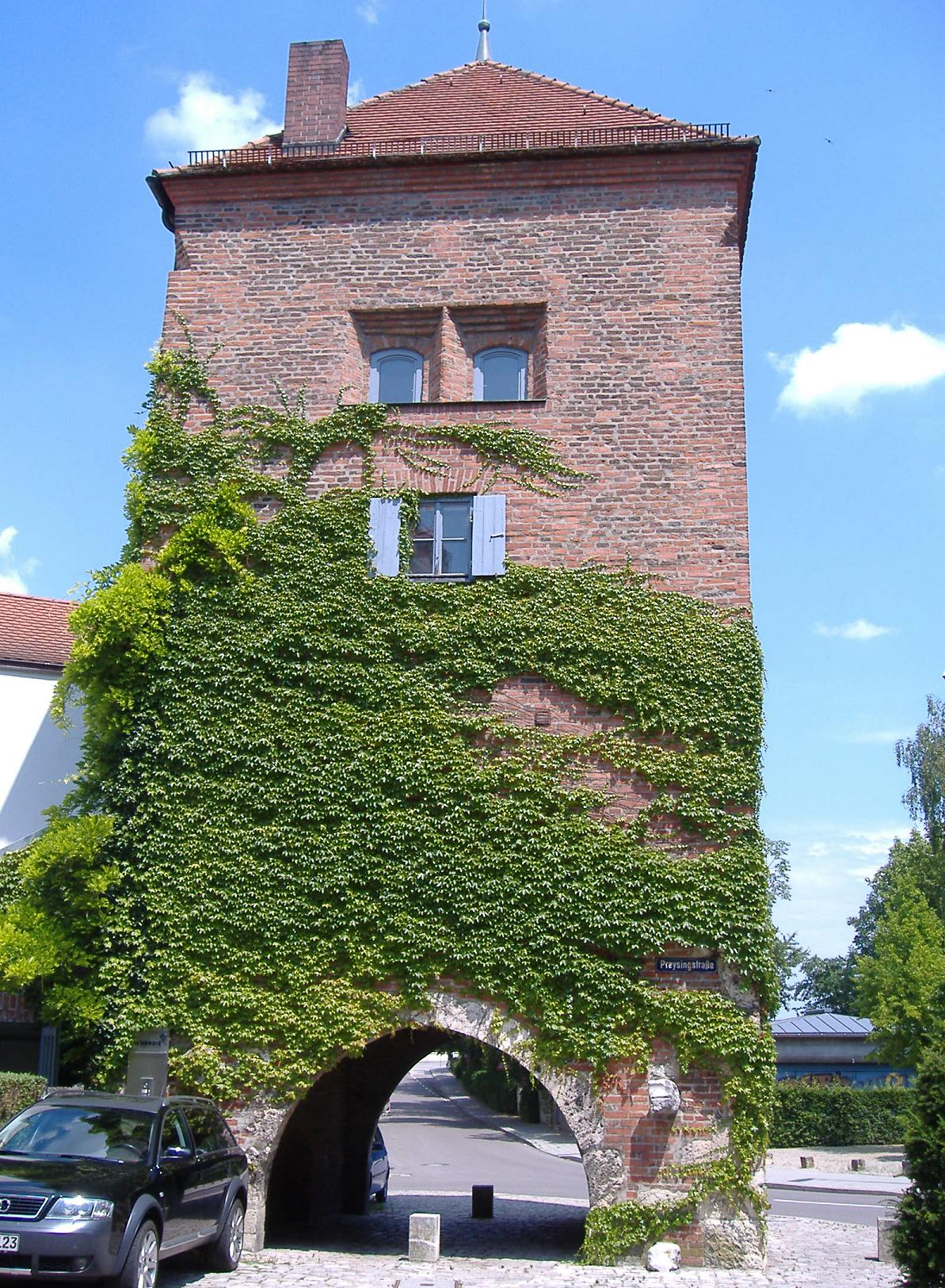
Das Münzbergtor, feindseitig

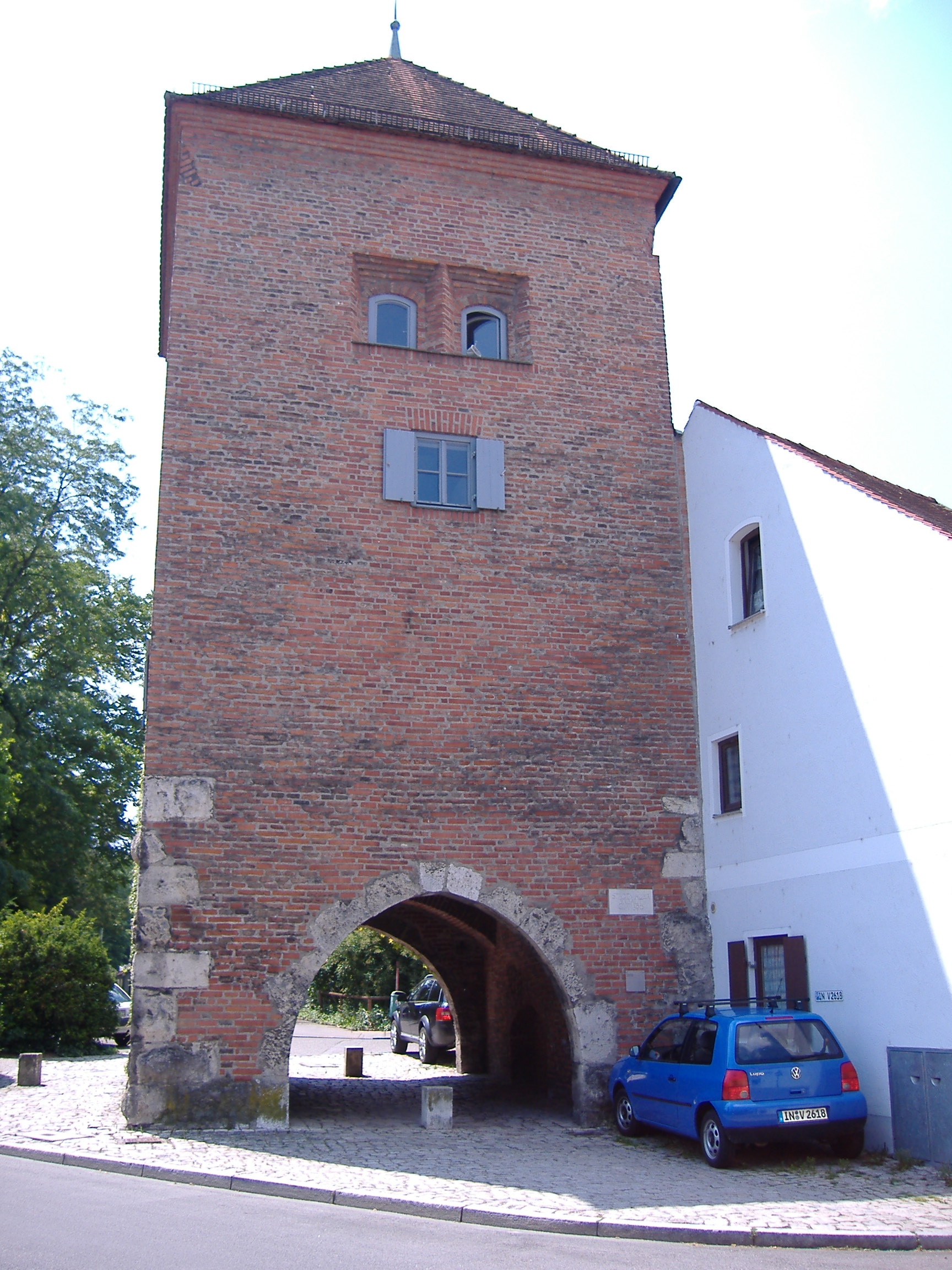
Das Münzbergtor, stadtseitig

Das Münzbergtor (früher auch Münzenbergtor bzw. Roter Turm) ist ein Nebentor der Ingolstädter Stadtmauer.
Das Tor wurde im Rahmen der Stadterweiterung, die in der zweiten Hälfte des 14. Jahrhunderts vorgenommen wurde, um das Jahr 1390 erbaut. Der Name des mehrgeschossigen Gebäudes geht auf den Festungsbaumeister Reinhard Graf Solms, Herrn zu Münzberg zurück. Der unverputzte Ziegelbau ist mit einem Zeltdach bedeckt und war der südwestliche Auslass aus der Stadt, nur etwa 50 Meter von der Donau entfernt. Beim Ausbau der Festung Ingolstadt im 16. Jahrhundert wurde dem Münzbergtor sowohl der Münzberg Kavalier, als auch die Münzbergbastion vorgelagert, von denen jedoch keine Überreste mehr vorhanden sind. Heute befindet sich das Münzbergtor in Privatbesitz.